# Tears (Jack Jersey)
Tears is een single van Jack Jersey uit 1984 dat door hemzelf werd geschreven. Datzelfde geldt ook voor het nummer op de B-kant, Only a fool, waaraan verder nog Willem Rommens werkte.
Tears verscheen dat jaar niet op een reguliere elpee, maar kwam in 1997 wel op zijn afscheidsalbum Thanks for all the years te staan. Daarnaast is het te vinden op het album De allergrootste hits uit 2006.
Tears is een elektronisch popnummer waarin hij Mary Lee vraagt hem alleen te laten. Zij heeft hem verkeerd behandeld en hij wil niet dat ze nog weer terugkomt. In 1975 vroeg hij Mary Lee ook al om hem met rust te laten, toen in het nummer Mary Lee.